# Vivi Vajda
Violetta Maria Susann (Vivi) Vajda, född 10 april 1964, är en svensk paleontolog. Hon är professor och chef för paleobiologi vid Naturhistoriska riksmuseet.
Vajda avlade filosofie kandidatexamen vid Lunds universitet 1989 och disputerade där för filosofie doktorsexamen 1998. Hon var professor vid Lunds universitet från 2005 till 2015. 
Vajda har företagit studier av mikroskopiska fossiler som pollen, plankton, alger och svampar. Vajda har även forskat på tidigare vegetationsförändringar, växtsamhällen och massutrotningar. Hon har också bidragit till förståelsen av krita–tertiär-gränsens massutrotning. Hon är för närvarande huvudutredare för två forskningsprojekt.
Hon är medlem i Kungliga Fysiografiska Sällskapet i Lund. Vajda blev årets geolog 2010. Vivi Vajda erhöll 2020 ett stort anslag för forskning från Wallenbergsstiftelsen.
Vivi Vajda har även varit delaktig i utgrävningarna av de unika fynden av dinosaurier i den nerlagda gruvan Norra Albert strax norr om Billesholm i Skåne.